# Inhaberpapier
Inhaberpapiere sind Wertpapiere, bei denen der jeweilige Inhaber des Wertpapiers das verbriefte Recht geltend machen kann. Im Gegensatz zu Orderpapieren und Rektapapieren enthalten die Inhaberpapiere nicht den Namen eines Begünstigten. 
Inhaberpapiere sind die verkehrsfähigsten Wertpapiere, deren verbriefte Rechte durch Einigung und Übergabe nach § 929 BGB übertragen werden können und die deshalb rechtlich mit den beweglichen Sachen gleichgestellt sind. Der jeweilige Inhaber ist berechtigt, das verbriefte Recht gegen Aushändigung des Inhaberpapiers geltend zu machen.

## Arten
Zu den echten Inhaberpapieren (engl. Securities to Bearer) gehören Inhaberschecks mit Überbringerklausel (Art. 5 Abs. 2 und 3 ScheckG; Regelfall des Schecks), Inhaberaktien (§ 10 Abs. 1 AktG; Regelfall der Aktie) und Inhaberschuldverschreibung (§§ 793 ff. BGB). Investmentzertifikate dürfen als Inhaberpapier oder Orderpapier ausgestellt werden (§ 33 Abs. 1 Satz 2 InvG und § 18 KAGG a.F.). Geld ist als gesetzliches Zahlungsmittel den Inhaberpapieren gleichgestellt. Inhaberschecks verbriefen einen Anspruch des Inhabers gegen das bezogene Kreditinstitut auf Auszahlung der eingetragenen Geldsumme, Inhaberaktien einen Anteil am Grundkapital der ausstellenden Aktiengesellschaft und Inhaberschuldverschreibungen eine Forderung gegen den ausstellenden Schuldner. Investmentzertifikate sind Anteilsscheine, welche die Rechtsstellung des Anteilsinhabers gegenüber einer Kapitalanlagegesellschaft verbriefen.

## Rechtsgrundlagen
Die Übertragung eines Inhaberpapiers geschieht durch Übereignung des Papiers gemäß den sachenrechtlichen Bestimmungen der §§ 929 ff. BGB, also durch Einigung über den Eigentumsübergang und Übergabe des Papiers an den Erwerber. Mit der Übergabe des Inhaberpapiers an den Erwerber geht auch automatisch das im Inhaberpapier verbriefte Recht auf den Erwerber über: das Recht aus dem Papier folgt dem Recht am Papier. Damit wollte der Gesetzgeber durch eine möglichst hindernisfreie Übertragbarkeit die Verkehrsfähigkeit für Inhaberpapiere erhöhen, indem er Inhaberpapiere und die darin verbrieften Rechte als untrennbare Einheit ansieht.
Um die Verkehrsfähigkeit und Rechtssicherheit für Inhaberpapiere weiter zu erhöhen, hat der Gesetzgeber sogar den sonst bei beweglichen Sachen geltenden Gutglaubensschutz erweitert. Während ein gutgläubiger Erwerb von gestohlenen, verloren gegangenen oder sonst wie abhandengekommenen beweglichen Sachen allgemein nicht möglich ist (§ 935 Abs. 1 BGB), gilt diese Bestimmung ausnahmsweise für Geld oder Inhaberpapiere nicht (§ 935 Abs. 2 BGB). Geld und Inhaberpapiere können mithin gutgläubig erworben werden, selbst wenn sie dem rechtmäßigen Eigentümer gestohlen wurden, verloren gegangen oder sonst wie abhandengekommen sind. Dadurch wird der Aussteller auch durch Leistung an einen zur Verfügung nicht berechtigten Inhaber (also auch an den Dieb oder Finder) frei.
Für die im Umgang mit Wertpapieren vertrauten Kreditinstitute besteht allerdings nach § 367 Abs. 1 HGB eine strenge Ausnahmeregelung. Danach müssen Kreditinstitute den elektronischen Bundesanzeiger auf darin vermerkte gestohlene oder verloren gegangene Inhaberpapiere durchsuchen und sind beim Erwerb solcher Papiere erst nach einem Jahr seit Veröffentlichung des Verlusts gutgläubig, sofern sie die besonderen Voraussetzungen des § 367 Abs. 2 HGB erfüllen.
Nach der Rechtsscheintheorie bedarf es zur Entstehung einer Verbindlichkeit aus einem Inhaber- oder Orderpapier regelmäßig eines Begebungsvertrags.

## Kleine Inhaberpapiere
Ein „kleines“ Inhaberpapier im Sinne des § 807 BGB liegt vor, wenn dessen Aussteller sich durch Leistung an den – nicht namentlich genannten – Inhaber befreien kann, der Inhaber die Leistung zu fordern berechtigt ist und der Besitz der Urkunde zur Geltendmachung des Rechts erforderlich ist. Hier hatte der BGH entschieden, dass Briefmarken „kleine Inhaberpapiere“ im Sinne des § 807 BGB sind und kein Geldsurrogat, wie zu Zeiten der früheren „Bundespost“ von der herrschenden Meinung angenommen worden war. Der Bundesgerichtshof (BGH) hielt es für sachlich geboten, im Interesse der Rechtssicherheit und Verkehrsfähigkeit eine allgemein verbindliche Auslegung der Leistungsverpflichtung des Schuldners (Deutsche Post AG) vorzunehmen, indem er die Rücknahmefrist für auf Deutsche Mark lautende Briefmarken von 2 ½ Jahren für angemessen hielt. Kleine Inhaberpapiere sind somit Inhaberpapiere, die das Rechtsverhältnis und den Aussteller nur unvollständig wiedergeben. Auf sie sind gemäß § 807 BGB die Regeln über Inhaberschuldverschreibungen teilweise anzuwenden (§ 793 Abs. 1 BGB, § 794, § 796, § 797 BGB).
Zu den kleinen Inhaberpapieren gehören: Briefmarken, Geschenkgutscheine, Telefonkarten, Fahrkarten oder Eintrittskarten.

## Hinkende Inhaberpapiere
Die oft benutzte Bezeichnung „hinkende Inhaberpapiere“ ist irreführend, denn es handelt sich um Rektapapiere mit Legitimationsklausel. In „hinkenden“ Inhaberpapieren – so genannten qualifizierten Legitimationspapieren – verspricht der Aussteller einem in der Urkunde namentlich benannten Gläubiger eine Leistung, bestimmt aber gleichzeitig, dass die Leistung an jeden Inhaber der Urkunde bewirkt werden kann (§ 808 BGB). Die Übertragung der hinkenden Inhaberpapiere erfolgt nicht wie bei Inhaberpapieren durch Übereignung der Urkunde, sondern nur durch Abtretung der hierin verbrieften Forderung. Der Aussteller ist jedoch berechtigt, an jeden Inhaber der Urkunde mit schuldbefreiender Wirkung zu leisten; er ist hierzu nicht verpflichtet, kann vielmehr verlangen, dass der Inhaber sich vorher als berechtigter Gläubiger ausweist. Der Schuldner kann bei Leistung stets Aushändigung des Papiers verlangen. Im Unterschied zu den „normalen“ Inhaberpapieren beinhalten hinkende Papiere stets den Namen des Gläubigers, wodurch für Zwecke der Übertragung die Abtretung des Anspruchs erforderlich wird. Diese Unterschiede bringen die hinkenden Inhaberpapiere in die materiell-rechtliche Nähe der Rektapapiere.

### Sparbücher
Das Sparbuch ist nicht selbständig übertragbar. Erforderlich ist die Abtretung des im Sparbuch vermerkten Sparguthabens durch Abtretungsvertrag (§§ 398 ff. BGB). Da das Eigentum am Sparbuch dem (neuen) Gläubiger zusteht (§ 952 BGB), hat dieser einen Anspruch auf Herausgabe des Sparbuchs gegen den alten Gläubiger (§§ 402, § 985 BGB). Im Rahmen der „versprochenen Leistung“ darf ein Kreditinstitut an jeden Inhaber des Sparbuchs mit befreiender Wirkung leisten, ohne aber diesem gegenüber zur Leistung verpflichtet zu sein. Die „versprochene Leistung“ des Kreditinstituts an einen nichtberechtigten Buchinhaber umfasst den jeweiligen Sparvertrag und die Kündigungsfristen, die sich aus Gesetz (§ 488 BGB = Darlehen) oder Vertrag (Sparbedingungen) ergeben. Werden diese Normen nicht beachtet, ist das Kreditinstitut von seiner Leistungspflicht gegenüber dem berechtigten Gläubiger nicht befreit (§ 362 BGB). Dies gilt auch bei Nichtbeachtung eines Sperrvermerks, der eine vertragliche Einschränkung der Legitimationswirkung des § 808 Abs. 1 Satz 1 BGB darstellt. Auszahlungen im Rahmen der versprochenen Leistung dürfen an den nichtberechtigten Inhaber dann nicht erbracht werden, wenn die Bank von der fehlenden Berechtigung des Buchinhabers positive Kenntnis hat oder sie sonst entgegen Treu und Glauben die Auszahlung an den nichtberechtigten Inhaber bewirkt.

### Versicherungsschein / Lebensversicherungspolice
Mit der dem Versicherer vertraglich eingeräumten Berechtigung, an jeden Inhaber des Versicherungsscheins mit befreiender Wirkung zu leisten, ohne aber diesem gegenüber zur Leistung verpflichtet zu sein, wird der Versicherungsschein zu einem qualifizierten Legitimationspapier im Sinne des § 808 BGB. Die Vorschrift des § 4 Abs. 1 VVG verhindert darüber hinaus die Gestaltung des Versicherungsscheins zu einem reinen Inhaberpapier, weil sie § 808 BGB für anwendbar erklärt. Daneben ist die Versicherung berechtigt, den Urkundeninhaber hinsichtlich anderer Verfügungen über Rechte aus dem Versicherungsvertrag als berechtigt anzusehen.
Die Legitimationswirkung des § 808 Abs. 1 Satz 1 BGB erstreckt sich auf die vertraglich versprochenen Leistungen. Vertraglich versprochene Leistung ist bei einer Lebensversicherung nicht nur die Leistung der Versicherungssumme im Versicherungsfall. Vertraglich versprochen ist auch die Leistung des Rückkaufswertes nach Kündigung des Vertrages (§ 176 VVG); denn das Recht auf den Rückkaufswert ist nur eine andere Erscheinungsform des Rechts auf die Versicherungssumme. Dem gemäß erstreckt sich die Legitimationswirkung eines Versicherungsscheins als Urkunde im Sinne des § 808 BGB auch auf das Kündigungsrecht, um den Rückkaufswert zu erlangen. Die Versicherung kann den Inhaber des Versicherungsscheins deshalb schon nach § 808 BGB als zur Kündigung berechtigt ansehen, wenn dieser die Auszahlung des Rückkaufswertes verlangt. 
Die bloße Übergabe der Police ist zur Übertragung der Rechte aus der Lebensversicherung weder erforderlich noch ausreichend, da die Police lediglich Rektapapier ist. Wie beim Sparbuch ist vielmehr eine Übertragung der Ansprüche aus der Police im Wege eines Abtretungsvertrages und die nachfolgende Übergabe der Police an den neuen Gläubiger notwendig. Wegen der Ausgestaltung als qualifiziertes Legitimationspapier darf die Versicherung trotz rechtswirksamer Übertragung nur gegen Vorlage der Police leisten.
Zu den hinkenden Inhaberpapieren gehören: Sparbücher, Versicherungsscheine und Depotscheine.

## „Technische“ Inhaberpapiere
Werden Orderpapiere mit einem Blankoindossament versehen oder Rektapapiere mit einer Blankozession übertragen, so wird durch diese Rechtsakte den betreffenden Wertpapieren der Charakter eines Inhaberpapiers verliehen. Das wird für den Fall der an Order lautenden Schuldverschreibungen, Namensaktien und Zwischenscheine sogar ausdrücklich durch Gesetz bestätigt (§ 367 Abs. 1 Satz 3 HGB). Erwerber dieser mit besonderem Übertragungsvermerk versehenen Wertpapierformen können Order- oder Rektapapiere dann durch Einigung und Übergabe wie bei Inhaberpapieren rechtswirksam übertragen. 
Ein Blankoindossament lässt dabei den Namen des Erwerbers (Indossatars) ebenso offen wie die Blankozession, bei der der Zessionar nicht erwähnt wird. Namensaktien sind börsentechnisch lieferbar, wenn die letzte Übertragung (§ 68 Abs. 1 AktG) – und nur diese – durch ein Blankoindossament ausgedrückt ist. Namensaktien, die nur mit Zustimmung der Gesellschaft übertragen werden können (§ 68 Abs. 2 AktG), sind auch lieferbar, wenn die letzte Übertragung – und wiederum nur diese – durch Blankozession erfolgte oder wenn den Aktien Blankoumschreibungsanträge des Verkäufers beigefügt sind. Dabei ist die rechtliche Wirksamkeit einer Blankozession in der Literatur umstritten.

## Geltendmachung von Inhaberpapieren
Geltendmachung von Inhaberpapieren bedeutet, dass der jeweilige Inhaber des Papiers bei Fälligkeit des hierin verbrieften Rechts seinen Anspruch auf Leistung vom Schuldner gegen Aushändigung der Urkunde verlangen kann. Inhaberpapiere sind dabei mit einer uneingeschränkten Legitimationsfunktion ausgestattet. Die Innehabung (Besitz am Inhaberpapier) genügt, um das Recht beim Aussteller auszuüben. Der Besitz des Papiers begründet die uneingeschränkte Vermutung der materiellen Berechtigung. Der Aussteller darf dem Inhaber lediglich Einwendungen entgegensetzen, die die Gültigkeit der Ausstellung betreffen, sich aus der Urkunde ergeben oder dem Aussteller unmittelbar gegen den Inhaber zustehen. War der Schuldner zum Zeitpunkt der Ausstellung etwa geschäftsunfähig oder weist er nach, dass der Inhaber bereits die in der Urkunde versprochene Leistung erhalten hat, dann ist der Schuldner von der Leistung befreit (Liberationswirkung). Diese Liberationswirkung gilt ausnahmsweise nicht, wenn der Schuldner positive Kenntnis davon besitzt, dass der Besitzer der Urkunde nicht der wahre Rechtsinhaber ist und dies leicht nachweisbar ist.